# Kanie (Aichi)
Kanie (jap. 蟹江町 Kanie-chō) – miasto w Japonii, na wyspie Honsiu, w prefekturze Aichi. Według danych na rok 2020 miejscowość zamieszkiwało 37 338 mieszkańców , a gęstość zaludnienia wyniosła 3366,8 os./km².